# Bye Bye Belgium
Bye Bye Belgium was een onaangekondigde, in scène gezette RTBF-reportage over de onafhankelijkheid van Vlaanderen die op woensdag 13 december 2006 uitgezonden werd op de Franstalige omroep RTBF en opschudding veroorzaakte in België aan beide kanten van de taalgrens, maar ook elders op de wereld.

## Inhoud
Het gewone programma (Questions à la Une) werd onderbroken door een nepjournaal, waarin in scènes gespeeld werd dat het Vlaams Parlement unilateraal de onafhankelijkheid van Vlaanderen uitroept en daarmee de jure België opheft, en de maatschappelijke gevolgen op korte termijn daarvan getoond voor Franstalige inwoners van plaatsen dicht bij de taalgrens.
Getoond worden de voorbereidingen van de onafhankelijkheidsverklaring: Vlaams Belang-fractievoorzitter in de Kamer van volksvertegenwoordigers Gerolf Annemans en N-VA en Vlaams Parlementslid Mark Demesmaeker zitten in een debatgroepje met Filip Dewinter en Marie-Rose Morel (Vlaams Belang), Bart De Wever (N-VA), Jean-Marie Dedecker, Hugo Coveliers (VLOTT), Boudewijn Bouckaert (Overlegcentrum van Vlaamse Verenigingen), Rita De Bont, Herman Suykerbuyk, Peter De Roover en Paul Blyweert (Vlaamse Volksbeweging). Het groepje komt volgens de uitzending al maanden in het geheim bijeen in een restaurant in Wilrijk.
Koning Albert II verlaat na de onafhankelijkheidsverklaring zogenaamd met een legervliegtuig vanaf het militair vliegveld van Melsbroek het land. José Happart uit er zijn gram over.
De politie van Vloesberg verleende diensten aan de uitzending door de rol van grensbewaking te spelen bij de taalgrens (in de uitzending de grens tussen Wallonië en Brussel, en Vlaanderen, waar trams van de MIVB de weg Vlaanderen in versperd werd. Er breken rellen uit nabij de taalgrens.

Ongestileerde Vlaamse vlag, 13e eeuw, zoals gevoerd door de Vlaamse Beweging; "strijdvlag"

Vlaamse demonstranten nemen, getooid met de 'Vlaamse strijdvlag', bezit van de Grote Markt in Brussel, om hun vreugde te tonen.
Al gedurende de uitzending komt een balk in beeld met ceci est une fiction ("dit is een verzinsel"), vanwege de grote aantallen kijkers die de RTBF verontrust opbellen. Een half uur na de uitzending werd duidelijk gemaakt dat niets van het getoonde op waarheid berustte.

## Bedoeling
De redactie van het journaal van La Une wilde in het kader van de komende federale verkiezingen en de aangekondigde communautaire besprekingen die een nieuwe ronde van staatshervormingen in gang zal zetten, de kiezers wakker schudden over het komende politieke debat over de toekomst van België. Volgens hen waren de Franstaligen nogal apathisch geworden voor het communautaire geharrewar, zoals rondom de kwestie Brussel-Halle-Vilvoorde, en hadden zij niet door wat hen mogelijk te wachten stond.
Het nepjournaal - midden tijdens het primetime informatieprogramma "Questions à la Une" - werd gevolgd door een dicht bekeken politiek debatprogramma, waaraan zowel Waalse als Vlaamse politici deelnamen.
Bij navraag noemde de hoofdredacteur van het La Une-journaal de uitzending een grap.

## Reacties

### België
Het extreemrechtse Front National dient een klacht in tegen de RTBF wegens "het aanzetten tot rassenhaat tussen twee gemeenschappen in ons land" – een gebruikelijke reactie in de taalstrijd die heen en weer regelmatig uitgedeeld wordt. Zie ook: Taaldiscriminatie.
De Belgicistische groeperingen B Plus en BUB organiseren op zondag 17 december 2006 een "spontane betoging" vóór België in de buurt van het Kasteel van Laken.
De Standaard-hoofdredacteur Peter Vandermeersch en zijn collega bij Le Soir Béatrice Delvaux voeren eerst een pennenstrijd via de redactionele artikelen in hun respectievelijke krant, maar besluiten uiteindelijk in de toekomst gezamenlijke artikelen te schrijven over kwesties die beide taalgemeenschappen in België aanbelangen, maar waarin de visies over de taalgrens verschillen.

#### Franstalig België
Waals minister-president Elio Di Rupo reageert zeer gepikeerd en vindt dat de RTBF de journalistiek ongeloofwaardig heeft gemaakt. Ook defensieminister André Flahaut noemt de uitzending een schandaal.
Waals cultuurminister Fadila Laanan en RTBF-voorzitter Jean-Paul Philippot moeten zich in het parlement van de Franse Gemeenschap komen verantwoorden voor de RTBF-uitzending. Zij komen ervan af met een pittig gesprek.

#### Vlaanderen
Bij de separatistische partijen Vlaams Belang en de N-VA wordt er instemmend gereageerd op de uitzending. De N-VA nuanceert na een gesprek met CD&V-boegbeeld en Vlaams minister-president Yves Leterme deze opvatting en vindt dat de uitzending aantoont dat er nood is aan een ernstig debat over de staatshervorming.
Zowel Yves Leterme als federaal premier Guy Verhofstadt noemden de "grap" volstrekt onverantwoordelijk voor de politieke verhoudingen in België anno 2006. Deze opvattingen worden gedeeld door de federale Vlaamse coalitiepartners VLD, sp.a en spirit, waarvan desondanks sommige politici deel hadden genomen aan de stunt. Yves Leterme noemt het een karikatuur van de Vlaamse eisen inzake de staatshervorming en het op één hoop gooien van het Vlaamse streven naar meer autonomie binnen België met extremisme.

### Buitenland
Opvallend snel reageert de buitenlandse pers; in Nederland brengen de diverse nieuwssites zelfs nog eerder het nieuws over het nepjournaal dan dat de VRT het doet. Ook nieuwszender CNBC verspreidt het nieuws in de Verenigde Staten. Overal heerst er ongeloof en wordt verduidelijkt dat het een grap was van de RTBF, maar dat de Belgische bevolking "geschrokken reageerde". Men refereerde veel aan The War of the Worlds, een radiohoorspel uit 1938 van Orson Welles naar het gelijknamige boek van H.G. Wells dat destijds in de Verenigde Staten grote paniek veroorzaakte onder de luisteraars. Naderhand werd naar voren gebracht dat het Vlaams Belang verheugd gereageerd had.
In diplomatieke kringen en in economische lobbynetwerken wordt geloof gehecht aan het hele verhaal en neemt men geschrokken contact op met de hoogste federale kringen, die het hele verhaal naar het rijk der fabelen verwijzen.

## Weggevers
Er zaten wat weggevers in de uitzending waardoor het eigenlijk duidelijk moest zijn dat alles fictioneel was. 

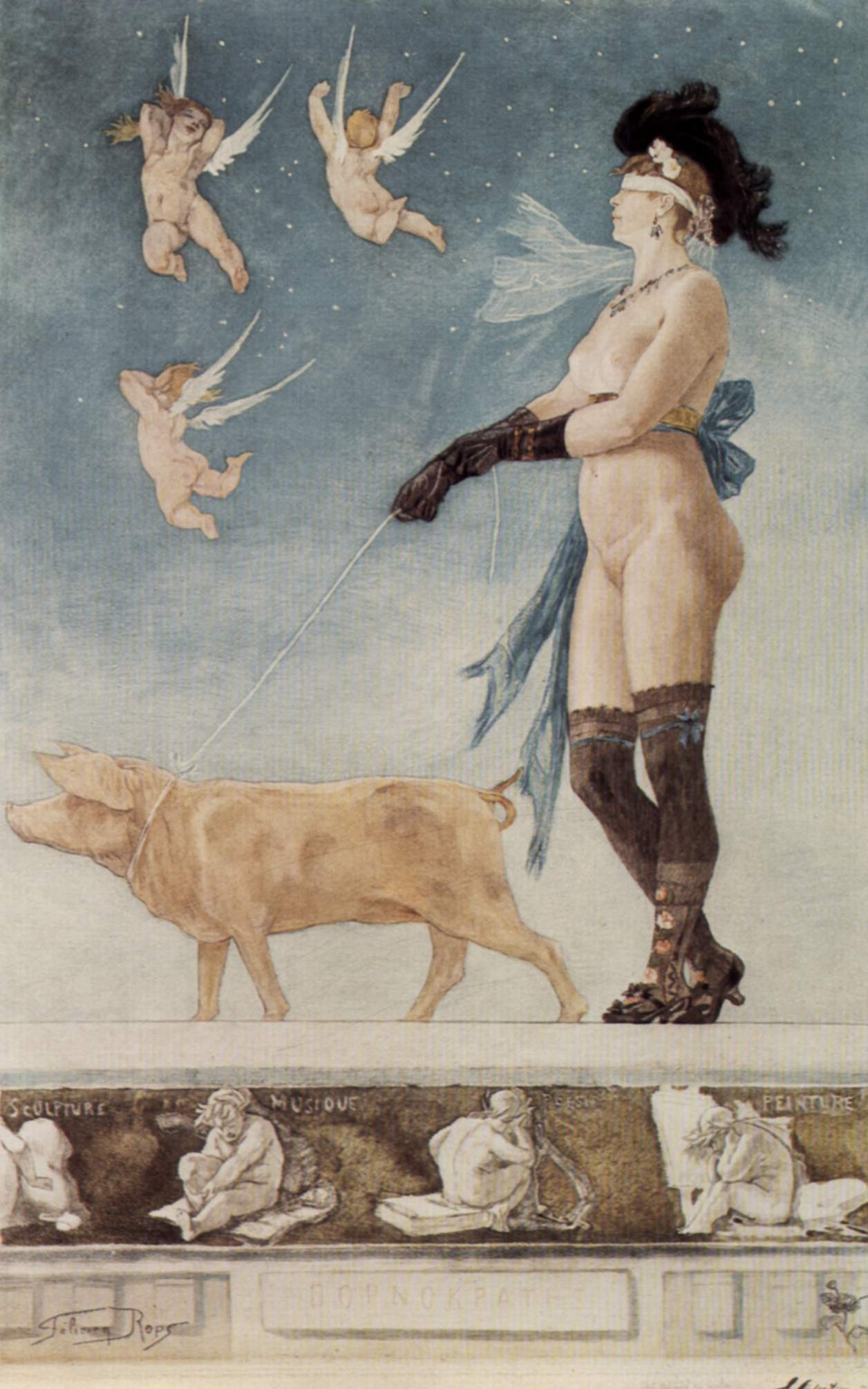
La Dame au cochon / Pornocrates van Félicien Rops

- Vanaf het begin van de uitzending werd een klein logo getoond met La Dame au cochon / Pornocrates van Félicien Rops: dit is een populair symbool van het Belgische surrealisme, ook gebruikt tijdens de aftiteling van het programma Tout ça (ne nous rendra pas le Congo);
- Het Vlaamse Parlement kan formeel[b] de onafhankelijkheid niet uitroepen daar het officieel daarvoor de wettelijke bevoegdheid niet heeft. Om zoiets te doen moet de grondwet aangepast worden, wat alleen in het federaal Belgisch Parlement mogelijk is; in een federatie is zoiets bovendien gebonden aan het principe van federale loyauteit.
- Er werd gezegd dat de Brusselse regering vergaderde in de (ondergrondse) tiende bol van het Atomium. In werkelijkheid is er geen tiende, noch ondergrondse, bol.

## Naweeën
Alhoewel de publieke opinie danig geroerd is geraakt door de opvlammingen van primaire angst aan Franstalige zijde, hervat het politieke leven in België al snel zijn normale loop. Anderhalve week later worden de eerste stellingen ingenomen voor de komende ronde van onderhandelingen rondom een eventuele staatshervorming, waarvoor de onderhandelingen zullen beginnen na de federale verkiezingen in België van 2007. Zoals in de jaren 2001-2006 gebruikelijk was, laten de Franstaligen weten geen behoefte te hebben aan verdere staatshervormingen, terwijl de Vlamingen hun dossiers benoemen. Naar aanleiding van de moeilijkheden bij de vorming van een nieuwe regering wordt Bye Bye Belgium uitgebracht op dvd.

## Verdere uitzendingen over de communautaire problematiek
In januari 2007 toog de RTBF naar Mechelen om Vlamingen - in het Frans - een foto van Elio Di Rupo te tonen en te vragen of hij van hen hun nieuwe premier zou mogen worden: niemand reageerde positief.
Begin maart 2007 werd een discussiebijeenkomst belegd in Gent onder de titel "Mais que veulent des Flamands?" - "Maar wat willen de Vlamingen?". Het debat, waarvoor Bart De Wever, Eric Van Rompuy, Filip De Winter en Guy Verhofstadt waren uitgenodigd, verliep stroef en vol misverstanden. Van de Vlaamse politici sprak alleen Verhofstadt Frans, net als de RTBF-presentatoren. Volgens de Vlamingen werden er clichés voorgelegd die een vertekend beeld geven van de Vlaamse communautaire wensen. Ook Vlaamse artiesten maakten hun opwachting: K3, Eddy Wally, Ozark Henry, Zita Swoon, Will Tura, Clouseau, Helmut Lotti, Laura Lynn, Debby en Nancy, en acteurs uit Flikken en FC De Kampioenen. Daarnaast was het team van De Laatste Show aanwezig.